# Distributiviteit
In de wiskunde en in het bijzonder in de abstracte algebra is distributiviteit een eigenschap van binaire operaties, die de distributieve wet uit de elementaire algebra generaliseert. Bij het gewone rekenen is vermenigvuldigen distributief over optellen, bijvoorbeeld:
2 × (1 + 3) = 2×1 + 2×3.
Het linkerlid van deze gelijkheid bestaat uit het product van het getal 2 en de som van de getallen 1 en 3, terwijl het rechterlid de som is van de afzonderlijke producten van het getal 2 met enerzijds het getal 1 en anderzijds het getal 3. In plaats van eerst de optelling te doen en daarna de vermenigvuldiging met het resultaat, kan ook eerst de vermenivuldiging met de beide summanden afzonderlijk uitvoeren en vervolgens de resultaten optellen. De vermenigvuldiging "verdeelt" zich als het ware over de optelling.

## Definitie
Gegeven een verzameling {\displaystyle S} en daarop de binaire operaties {\displaystyle *} en {\displaystyle +}. Dan heet de operatie {\displaystyle *}
- links-distributief over {\displaystyle +}, als voor alle elementen {\displaystyle x,y,z\in S} geldt:

{\displaystyle x*(y+z)=(x*y)+(x*z)};
- rechts-distributief over {\displaystyle +}, als voor alle elementen {\displaystyle x,y,z\in S} geldt:

{\displaystyle (y+z)*x=(y*x)+(z*x)};
- distributief over {\displaystyle +} als de operatie {\displaystyle *} zowel links- als rechts-distributief is over {\displaystyle +}.

## Voorbeelden
- Vermenigvuldiging van getallen is distributief over de optelling van getallen voor een brede klasse van de verschillende soorten getallen, variërend van de natuurlijke getallen tot de complexe getallen en de kardinaalgetallen.
- Vermenigvuldiging van ordinale getallen is in contrast daarmee alleen links-distributief en niet rechts-distributief.
- Matrixvermenigvuldiging is distributief over matrixoptelling, ook al is matrixvermenigvuldiging niet commutatief.
- De vereniging van verzamelingen is distributief over de doorsnede, en de doorsnede is distributief over de vereniging. De doorsnede is dus distributief over het symmetrische verschil.
- Logische disjunctie ( "of") is distributief over logische conjunctie ( "en"), en de conjunctie is distributief over disjunctie. Conjunctie is dus distributief over exclusieve disjunctie ( "xor").
- Voor reële getallen (en voor elke totaal geordende verzameling) is de operatie 'maximum' distributief over de operatie 'minimum', en omgekeerd

{\displaystyle \max(a,\min(b,c))=\min(\max(a,b),\max(a,c))}
{\displaystyle \min(a,\max(b,c))=\max(\min(a,b),\min(a,c))}
- Voor gehele getallen is de grootste gemene deler distributief over het kleinste gemene veelvoud, en omgekeerd

{\displaystyle \mathrm {ggd} (a,\mathrm {kgv} (b,c))=\mathrm {kgv} (\mathrm {ggd} (a,b),\mathrm {ggd} (a,c))}
{\displaystyle \mathrm {kgv} (a,\mathrm {ggd} (b,c))=\mathrm {ggd} (\mathrm {kgv} (a,b),\mathrm {kgv} (a,c))}
- Voor reële getallen is optelling distributief over de operatie 'maximum', en dus ook over de operatie 'minimum'.

{\displaystyle a+\max(b,c)=\max(a+b,a+c)}
{\displaystyle a+\min(b,c)=\min(a+b,a+c)}
Niet geheel toevallig zijn dit allemaal voorbeelden van specifieke booleaanse algebra's,
een algebraïsche structuur waar distributiviteit een belangrijke eigenschap is.